# Cambarus pecki
Cambarus pecki är en sötvattenlevande kräfta som lever endemiskt i USA.